# Суринамская литература
 Суринамская литература включает устную и письменную. Устная литература по-прежнему является крайне жизнеспособным и аутентичным источником  форм, влияние которой на письменную суринамскую литературу нельзя переоценить.  Что же касается первых произведений письменной суринамской литературы, то они появляются в конце XVIII века. Эти очерки ограничивались либо текстами, созданными в рамках сугубо суринамской литературной традиции, или имели непосредственное значение для Суринама (например, дебаты об отмене рабства).

## Языки суринамской литературы

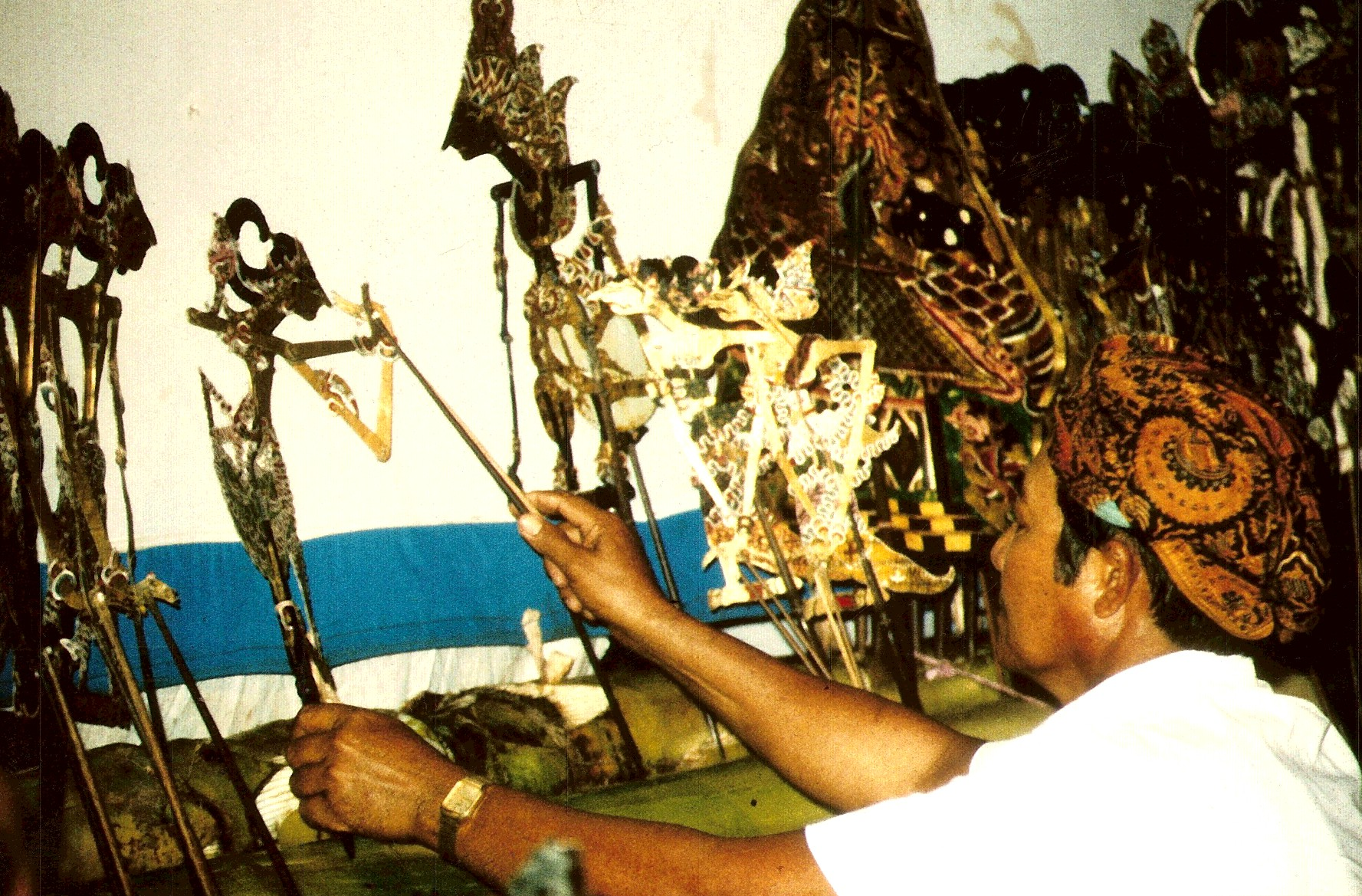
Даланг (суринамка яванского происхождения) играет в ваянг, кукольный театр теней с кожаными раскрашенными куклами

В Суринаме говорят на 22 языках, из которых лишь немногие употребляются исключительно вне литературного контекста, например, в религиозных ритуалах. 
Тремя наиболее важными литературными языками Суринама являются:
- Суринамский нидерландский язык. Это официальный язык страны и родной для всё большего числа людей.
- Лингва-франка Суринама — сранан-тонго или сранан. Это язык рабов и их потомков, на котором, однако, разговаривают почти все суринамцы.
- Сарнами, язык крупнейшей на сегодняшний день этнической группы суринамцев, хиндустанцев.

В прозе чаще всего используется нидерландский. В поэзии нидерландский и сранан-тонго употребляются на равных, в то время как сарнами только относительно недавно, с 1977 года, стал приобретать большое значение. Суринамский яванский, язык второй по численности этнической группы, используется в литературе только от случая к случаю, а устная литература на этом языке находится на грани исчезновения.
К другим используемым языкам относятся хакка суринамских китайцев, языки маронов, такие, как ндюка и сарамакканский, а также различные языки коренного населения. На всех прочих языках (а также некоторых языках коренного населения) говорит самое большее несколько сот человек. В связи с притоком иммигрантов из Бразилии в Суринаме в качестве разговорного также появился португальский язык.

## Устная литература

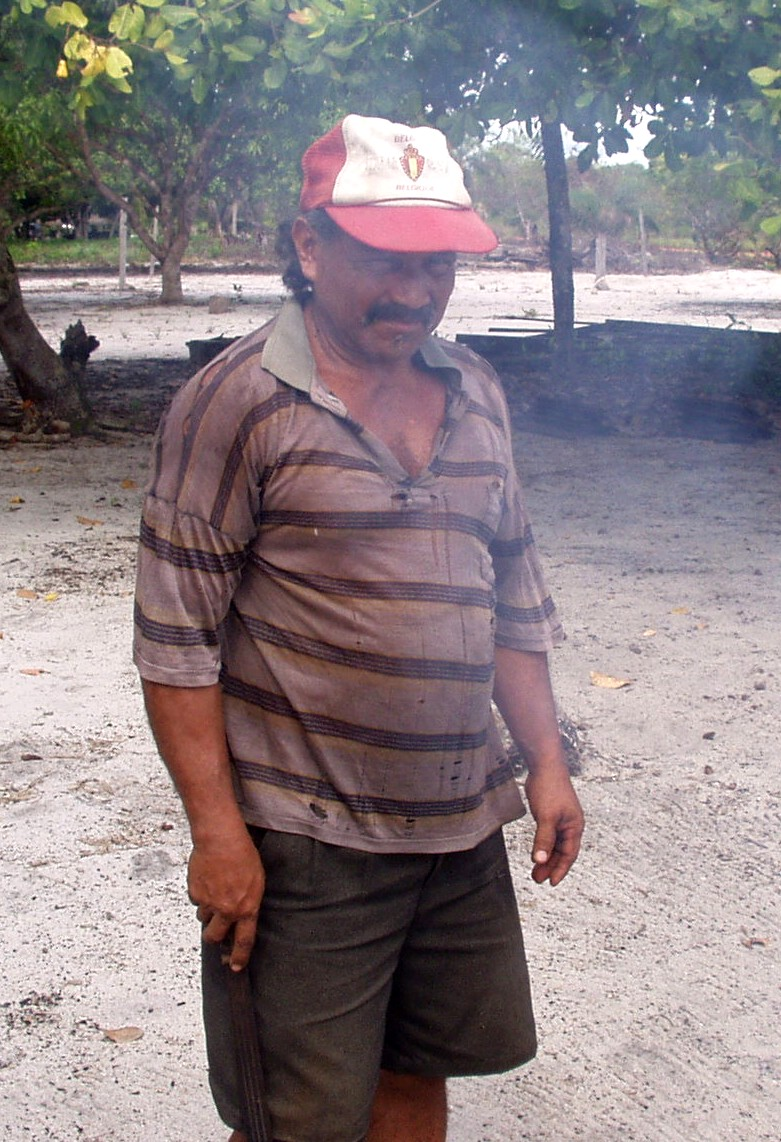
Рассказчик кари'на Лео Тунаэ на своей ферме в Кабендадорпе.

Устная литература имеет эстетическую функцию и функционирует в рамках холистического подхода: различие между священными и мирскими текстами, между развлечениями и обучением по большей части не такое разительное, как в западных культурах. Между статусом и структурой устных текстов с одной стороны, и способами их представления существует сложная взаимосвязь. Большое значение имеет ритуальное представление, а тексты почти всегда являются частью большего целого вместе с пением и танцем.
Древнейшие жители Суринама, индейцы, в большинстве своём делятся на две большие группы:    Кари'на (или карибы) и локонон (или араваки), которые, равно как и племя варау населяют взморье. Тарен’о (или трио), ваяна и акурио (народ) проживают на землях, расположенных дальше вглубь материка, недалеко от границы с Бразилией. Все эти народы имеют собственные жанры рассказов, песен, а также собственные пословицы.  Рассказы и песни, обладающие особой магической силой известны под названием пыяй (нидерл. pyjai). Шаманы у всех этих народов играют огромную роль. Природа и сверхъестественное, люди и животные образуют для туземцем неразрывное единство. Среди прочих, такие рассказы приводятся в произведениях таких писателей, как: Нардо Алуман, А.С. Сирино, Ририхпе, Эмелина Сабайо, Темета Ветару и Филлия Афосу.